# 4 ½
4 ½ es un álbum del músico británico Steven Wilson. Fue lanzado el 22 de enero del 2016 bajo el sello Kscope. Colecciona canciones que fueron compuestas principalmente durante las sesiones de los dos álbumes de estudio anteriores de Wilson, Hand. Cannot. Erase. y The Raven That Refused to Sing (And Other Stories). La última canción es una nueva versión de "Don't Hate Me", originalmente grabada para el álbum de 1999 Stupid Dream de Porcupine Tree, cantada como dueto junto a la vocalista israelí Ninet Tayeb. El título 4½ indica que el álbum sirve como un lanzamiento intermedio entre el cuarto álbum de estudio de Wilson, Hand. Cannot. Erase., y su quinto álbum de estudio de larga duración, To the Bone.

## Lista de canciones
| Edición estándar |                       |          |  |
| N.º              | Título                | Duración |  |
| 1.               | «My Book of Regrets»  | 9:35     |  |
| 2.               | «Year of the Plague»  | 4:15     |  |
| 3.               | «Happiness III»       | 4:31     |  |
| 4.               | «Sunday Rain Sets In» | 3:50     |  |
| 5.               | «Vermillioncore»      | 5:09     |  |
| 6.               | «Don't Hate Me»       | 9:34     |  |
| 37:07            |                       |          |  |